# 20. Screen Actors Guild-gála
A 20. Screen Actors Guild-gála a 2013-as év legjobb filmes és televíziós alakításait értékelte. A díjátadót 2014. január 18-án tartották a Los Angeles-i Shrine Auditoriumban. A ceremóniát a TNT és a TBS televízióadók egyszerre közvetítették élőben, az észak-amerikai időzóna szerint este nyolc órától. A jelöltek listáját 2013. december 11-én hozták nyilvánosságra.
2013. július 22-én tették közzé, hogy a Screen Actors Guild-életműdíjat Rita Moreno kapja meg.

## Győztesek és jelöltek

### Film
| Legjobb férfi főszereplő | Legjobb férfi főszereplő | Legjobb női főszereplő     | Legjobb női főszereplő |
| --- | --- | -------------------------- | --- |
| | - Matthew McConaughey – Mielőtt meghaltam (Ron Woodroof) - Bruce Dern – Nebraska (Woody Grant) - Chiwetel Ejiofor – 12 év rabszolgaság (Solomon Northup) - Tom Hanks – Phillips kapitány (Richard Phillips) - Forest Whitaker – A komornyik (Cecil Gaines) |                            | - Cate Blanchett – Blue Jasmine (Jeanette "Jasmine" Francis) - Sandra Bullock – Gravitáció (Dr. Ryan Stone) - Judi Dench – Philomena – Határtalan szeretet (Philomena Lee) - Meryl Streep – Augusztus Oklahomában (Violet Weston) - Emma Thompson – Banks úr megmentése (Pamela Lyndon Travers) |
| Legjobb férfi mellékszereplő | Legjobb férfi mellékszereplő | Legjobb női mellékszereplő | Legjobb női mellékszereplő |
| | - Jared Leto – Mielőtt meghaltam (Rayon) - Barkhad Abdi – Phillips kapitány (Abduwali Muse) - Daniel Brühl – Hajsza a győzelemért (Niki Lauda) - Michael Fassbender – 12 év rabszolgaság (Edwin Epps) - James Gandolfini – Exek és szeretők (Albert)       |                            | - Lupita Nyong’o – 12 év rabszolgaság (Patsey) - Jennifer Lawrence – Amerikai botrány (Rosalyn Rosenfeld) - Julia Roberts – Augusztus Oklahomában (Barbara Weston) - June Squibb – Nebraska (Kate Grant) - Oprah Winfrey – A komornyik (Gloria Gaines)                                          |
| Legjobb szereplőgárda (mozifilm) | |                            | |
| - Amerikai botrány – Amy Adams, Christian Bale, Louis C.K., Bradley Cooper, Jack Huston, Jennifer Lawrence, Alessandro Nivola, Michael Peña, Jeremy Renner, Elisabeth Röhm, Shea Whigham - 12 év rabszolgaság – Benedict Cumberbatch, Paul Dano, Garret Dillahunt, Chiwetel Ejiofor, Michael Fassbender, Paul Giamatti, Scoot McNairy, Lupita Nyong’o, Adepero Oduye, Sarah Paulson, Brad Pitt, Michael K. Williams, Alfre Woodard - Augusztus Oklahomában – Abigail Breslin, Chris Cooper, Benedict Cumberbatch, Juliette Lewis, Margo Martindale, Ewan McGregor, Dermot Mulroney, Julianne Nicholson, Julia Roberts, Sam Shepard, Meryl Streep, Misty Upham - Mielőtt meghaltam – Jennifer Garner, Jared Leto, Matthew McConaughey, Denis O’Hare, Dallas Roberts, Steve Zahn - A komornyik – Mariah Carey, John Cusack, Jane Fonda, Cuba Gooding Jr., Terrence Howard, Lenny Kravitz, James Marsden, David Oyelowo, Alex Pettyfer, Vanessa Redgrave, Alan Rickman, Liev Schreiber, Forest Whitaker, Robin Williams, Oprah Winfrey | |                            | |
| Legjobb kaszkadőrgárda (mozifilm) | |                            | |
| - A túlélő - Minden odavan - Halálos iramban 6. - Hajsza a győzelemért - Farkas | |                            | |

### Televízió
| Legjobb színész (minisorozat vagy tévéfilm) | Legjobb színész (minisorozat vagy tévéfilm) | Legjobb színésznő (minisorozat vagy tévéfilm) | Legjobb színésznő (minisorozat vagy tévéfilm) |
| --- | --- | --------------------------------------------- | --- |
| | - Michael Douglas – Túl a csillogáson (Liberace) - Matt Damon – Túl a csillogáson (Scott Thorson) - Jeremy Irons – Hollow Crown - Koronák harca (IV. Henrik angol király) - Rob Lowe – A Kennedy gyilkosság (John Fitzgerald Kennedy) - Al Pacino – Phil Spector (Phil Spector) |                                               | - Helen Mirren – Phil Spector (Linda Kenney Baden) - Angela Bassett – Betty and Coretta (Coretta Scott King) - Helena Bonham Carter – Burton and Taylor (Elizabeth Taylor) - Holly Hunter – A tó tükre (GJ) - Elisabeth Moss – A tó tükre (Robin Griffin)                      |
| Legjobb színész (drámasorozat) | Legjobb színész (drámasorozat) | Legjobb színésznő (drámasorozat)              | Legjobb színésznő (drámasorozat) |
| | - Bryan Cranston – Breaking Bad – Totál szívás (Walter White) - Steve Buscemi – Boardwalk Empire – Gengszterkorzó (Nucky Thompson) - Jeff Daniels – Híradósok (Will McAvoy) - Peter Dinklage – Trónok harca (Tyrion Lannister) - Kevin Spacey – Kártyavár (Francis Underwood    |                                               | - Maggie Smith – Downton Abbey (Violet) - Claire Danes – Homeland – A belső ellenség (Carrie Mathison) - Anna Gunn – Breaking Bad – Totál szívás (Skyler White) - Jessica Lange – Amerikai Horror Story: Boszorkányok (Fiona Goode) - Kerry Washington – Botrány (Olivia Pope) |
| Legjobb színész (vígjátéksorozat) | Legjobb színész (vígjátéksorozat) | Legjobb színésznő (vígjátéksorozat)           | Legjobb színésznő (vígjátéksorozat) |
| | - Ty Burrell – Modern család (Phil Dunphy) - Alec Baldwin – A stúdió (Jack Donaghy) - Jason Bateman – Az ítélet: család (Michael Bluth) - Don Cheadle – Gátlástalanok (Marty Kaan) - Jim Parsons – Agymenők (Dr. Sheldon Cooper)                                                |                                               | - Julia Louis-Dreyfus – Alelnök (Selina Meyer) - Mayim Bialik – Agymenők (Dr. Amy Farrah Fowler) - Julie Bowen – Modern család (Claire Dunphy) - Edie Falco – Jackie nővér (Jackie Peyton) - Tina Fey – A stúdió (Liz Lemon)                                                   |
| Legjobb szereplőgárda (drámasorozat) | |                                               | |
| - Breaking Bad – Totál szívás – Michael Bowen, Betsy Brandt, Bryan Cranston, Lavell Crawford, Tait Fletcher, Laura Fraser, Anna Gunn, Matthew T. Metzler, RJ Mitte, Dean Norris, Bob Odenkirk, Aaron Paul, Jesse Plemons, Steven Michael Quezada, Kevin Rankin, Patrick Sane - Boardwalk Empire – Gengszterkorzó – Patricia Arquette, Margot Bingham, Steve Buscemi, Brian Geraghty, Stephen Graham, Erik LaRay Harvey, Jack Huston, Ron Livingston, Domenick Lombardozzi, Gretchen Mol, Ben Rosenfield, Michael Stuhlbarg, Jacob Ware, Shea Whigham, Jeffrey Wright - Downton Abbey – Hugh Bonneville, Laura Carmichael, Jim Carter, Brendan Coyle, Michelle Dockery, Jessica Brown Findlay, Siobhan Finneran, Joanne Froggatt, Rob James-Collier, Allen Leech, Phyllis Logan, Elizabeth McGovern, Sophie McShera, Matt Milne, Lesley Nicol, Amy Nuttall, David Robb, Maggie Smith, Edward Speleers, Dan Stevens, Cara Theobold, Penelope Wilton - Trónok harca – Alfie Allen, John Bradley-West, Oona Chaplin, Gwendoline Christie, Emilia Clarke, Nikolaj Coster-Waldau, Mackenzie Crook, Charles Dance, Joe Dempsie, Peter Dinklage, Natalie Dormer, Nathalie Emmanuel, Michelle Fairley, Jack Gleeson, Iain Glen, Kit Harington, Lena Headey, Isaac Hempstead-Wright, Kristofer Hivju, Paul Kaye, Sibel Kekilli, Rose Leslie, Richard Madden, Rory McCann, Michael McElhatton, Ian McElhinney, Philip McGinley, Hannah Murray, Iwan Rheon, Sophie Turner, Carice van Houten, Maisie Williams - Homeland – A belső ellenség – F. Murray Abraham, Sarita Choudhury, Claire Danes, Rupert Friend, Tracy Letts, Damian Lewis, Mandy Patinkin, Morgan Saylor | |                                               | |
| Legjobb szereplőgárda (vígjátéksorozat) | |                                               | |
| - Modern család – Aubrey Anderson-Emmons, Julie Bowen, Ty Burrell, Jesse Tyler Ferguson, Nolan Gould, Sarah Hyland, Ed O’Neill, Rico Rodriguez, Eric Stonestreet, Sofía Vergara, Ariel Winter - A stúdió – Scott Adsit, Alec Baldwin, Katrina Bowden, Kevin Brown, Grizz Chapman, Tina Fey, Judah Friedlander, Jane Krakowski, John Lutz, James Marsden, Jack McBrayer, Tracy Morgan, Keith Powell - Az ítélet: család – Will Arnett, Jason Bateman, John Beard, Michael Cera, David Cross, Portia de Rossi, Isla Fisher, Tony Hale, Ron Howard, Liza Minnelli, Alia Shawkat, Jeffrey Tambor, Jessica Walter, Henry Winkler - Agymenők – Mayim Bialik, Kaley Cuoco, Johnny Galecki, Simon Helberg, Kunal Nayyar, Jim Parsons, Melissa Rauch - Alelnök – Sufe Bradshaw, Anna Chlumsky, Gary Cole, Kevin Dunn, Tony Hale, Julia Louis-Dreyfus, Reid Scott, Timothy Simons, Matt Walsh | |                                               | |
| Legjobb kaszkadőrgárda (televízió) | |                                               | |
| - Trónok harca - Boardwalk Empire – Gengszterkorzó - Breaking Bad – Totál szívás - Homeland – A belső ellenség - The Walking Dead | |                                               | |

### Screen Actors Guild-életműdíj
- Rita Moreno

## In Memoriam
A gála „in memoriam” szegmense az alábbi, 2013-ban elhunyt személyekről emlékezett meg:
- Peter O’Toole
- Karen Black
- Paul Walker
- Dennis Farina
- Julie Harris
- Ed Lauter
- Ken Norton
- Tom Laughlin
- Tony Musante
- Deanna Durbin
- Annette Funicello
- Carmen Zapata
- Milo O’Shea
- Allan Arbus
- Eydie Gormé
- Bonnie Franklin
- Steve Forrest
- John Kerr
- Juanita Moore
- Joan Fontaine
- Jeanne Cooper
- Hal Needham
- Michael Ansara
- Richard Griffiths
- Al Ruscio
- Esther Williams
- Joseph Ruskin
- Marcia Wallace
- Ned Wertimer
- Jane Kean
- James Avery
- Dale Robertson
- August Schellenberg
- Eleanor Parker
- Lee Thompson Young
- Jean Stapleton
- Jonathan Winters
- Malachi Throne
- Eileen Brennan
- Cory Monteith
- James Gandolfini

## Fordítás
- Ez a szócikk részben vagy egészben  a(z)   20th Screen Actors Guild Awards című angol Wikipédia-szócikk fordításán alapul.  Az eredeti cikk szerkesztőit annak laptörténete sorolja fel. Ez a jelzés csupán a megfogalmazás eredetét és a szerzői jogokat jelzi, nem szolgál a cikkben szereplő információk forrásmegjelöléseként.